# ریچارد اوزونیان
ریچارد اوزونیان (ارمنی: [] Error: {{Lang}}: فاقد متن (راهنما); انگلیسی: Richard Ouzounian؛ زادهٔ ۸ مارس ۱۹۵۰) روزنامه‌نگار و هنرمند تئاتر ارمنی‌تبار اهل کانادا است.  وی منتقد ارشد تئاتر برای تورنتو استار و خبرنگار تئاتر کانادایی برای ورایتی بوده‌است.

## زندگی‌نامه
در ۸ مارس ۱۹۵۰ در نیویورک سیتی به دنیا آمد و مدرک بی‌ای ادبیات انگلیسی را از دانشگاه فوردهام و مدرک کارشناسی ارشد هنر را در سال ۱۹۷۲ از دانشگاه بریتیش کلمبیا کسب نموده‌است.  بین سال‌های ۱۹۹۶ تا ۱۹۹۸ وی رئیس هیئت‌مدیره بنیاد هنری تورنتو بوده‌است. اوزونیان در دانشگاه بریتیش کلمبیا، دانشگاه سایمون فریزر، دانشگاه وینیپگ، دانشگاه دالهاوزی، کالج جرج براون و دانشکده شریدان تدریس یا مدیریت نموده‌است. بین سال‌های ۲۰۰۲ تا ۲۰۱۳ اوزونیان مسئولیت بخش گزارش و مرور تئاتر کانادا در مجله ورایتی برعهده داشت.

## کتابشناسی
- Are You Trying to Seduce Me, Miss Turner? Stars talk to the Star شابک ‎۹۷۸−۱−۵۵۲۷۸−۳۶۰−۳
- Stratford Gold شابک ‎۹۷۸−۱−۵۵۲۷۸−۲۷۱−۲